# Lluís Vila i Vilalta
Lluís Vila i Vilalta (Prats de Lluçanès, 1955) fou alcalde de Prats de Lluçanès des del 2007 al 2015, vicepresident primer del Consell Comarcal d'Osona des del 2007 al 2011, i president del Consorci del Lluçanès des del 2011 fins al 2015. Mestre de català de formació, ha publicat diversos llibres especialment sobre el seu entorn més immediat, el Lluçanès.